# Cuchillo de queso

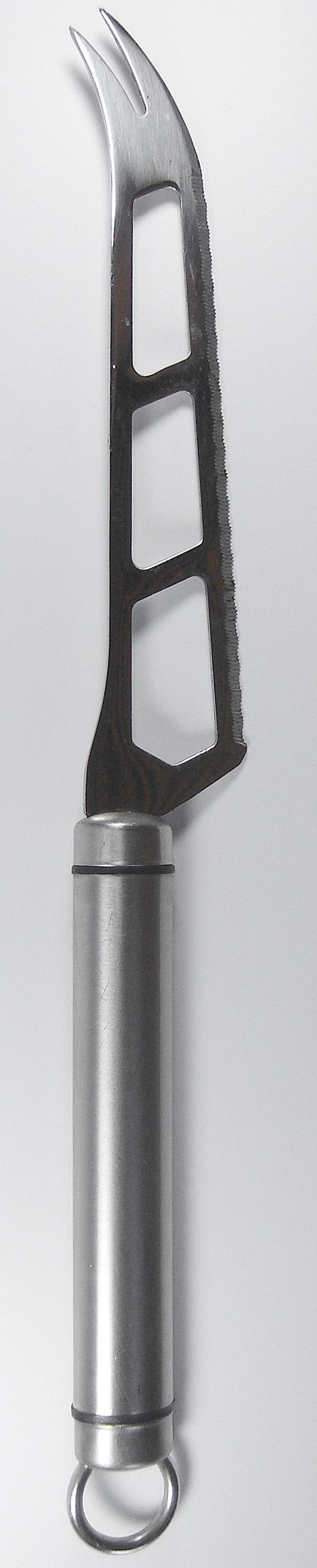
Cuchillo para quesos blandos

El cuchillo de queso es un instrumento empleado en la mesa para cortar rebanadas o tacos de queso. Existen diversos tipos de cuchillos de queso, todos ellos dependen del tipo de queso que se desee cortar. Por regla general, depende de la textura del queso: 
- los duros requieren de cuchillos de hoja plana siendo más grandes y con parte afilada en sierra
- los más tiernos emplean cuchillos de hoja perforada para evitar que se peguen los trozos cortados en la misma hoja.

Por regla general se aconseja que el cuchillo de queso esté a una temperatura templada cuando se vaya a usar, de esta forma cumple mejor con su cometido.

## Variantes especializadas
En algunos casos existen rebanador de queso-rebanadores específicos para ciertos quesos, como los del norte de Europa (Países Bajos, Alemania, Dinamarca,...). Algunos quesos de textura dura como el parmesano no se cortan y se procuran servir "astillados", por esta razón los cuchillos de estos quesos son casi como punzones que buscan una veta por la que abrir una rebanada.